# Kanton Sainte-Savine
Kanton Sainte-Savine (fr. Canton de Sainte-Savine) byl francouzský kanton v departementu Aube v regionu Champagne-Ardenne. Tvořilo ho pět obcí. Zrušen byl po reformě kantonů 2014.

## Obce kantonu
- Macey
- Montgueux
- La Rivière-de-Corps
- Sainte-Savine
- Torvilliers